# Kybos aetnicola
Kybos aetnicola är en insektsart som beskrevs av Wagner 1959. Kybos aetnicola ingår i släktet Kybos och familjen dvärgstritar.
Artens utbredningsområde är Italien. Inga underarter finns listade i Catalogue of Life.